# Curieuse
Curieuse ist eine Insel der Seychellen und wird wie alle Granitinseln zu den inneren Seychellen um die Hauptinsel Mahé gezählt. Sie liegt nur etwa einen Kilometer von Praslin entfernt. Sie ist die fünftgrößte der inneren Seychellen.
Curieuse ist drei Quadratkilometer groß, hat keine nennenswerte Infrastruktur und wird daher nur von wenigen Menschen bewohnt. Früher wurde sie wegen ihres roten Bodens als Île Rouge bezeichnet und diente im 19. Jahrhundert als Aussätzigenlager für Lepra-Kranke. 
Heute beherbergt Curieuse eine kleine Forschungsstation für Wasserschildkröten und sonstige seychellentypische Flora und Fauna wie Mangrovenwälder sowie Seychellen-Riesenschildkröten.
Curieuse und die südlich gelegene Baie Curieuse bilden den Nationalpark Curieuse Marine National Park.
Curieuse ist neben Praslin die einzige Insel, auf der die Seychellenpalme Coco de Mer endemisch beheimatet ist. Da das Gewässer zwischen beiden Inseln teilweise sehr flach ist – es gibt „Verbindungsstellen“, die durchgängig nur wenige Meter tief sind (<10 m Wassertiefe) – liegt die Vermutung nahe, dass Curieuse einst ein Teil Praslins gewesen ist.
Die Insel wird regelmäßig von Tagestouristen besucht.

## Bildergalerie

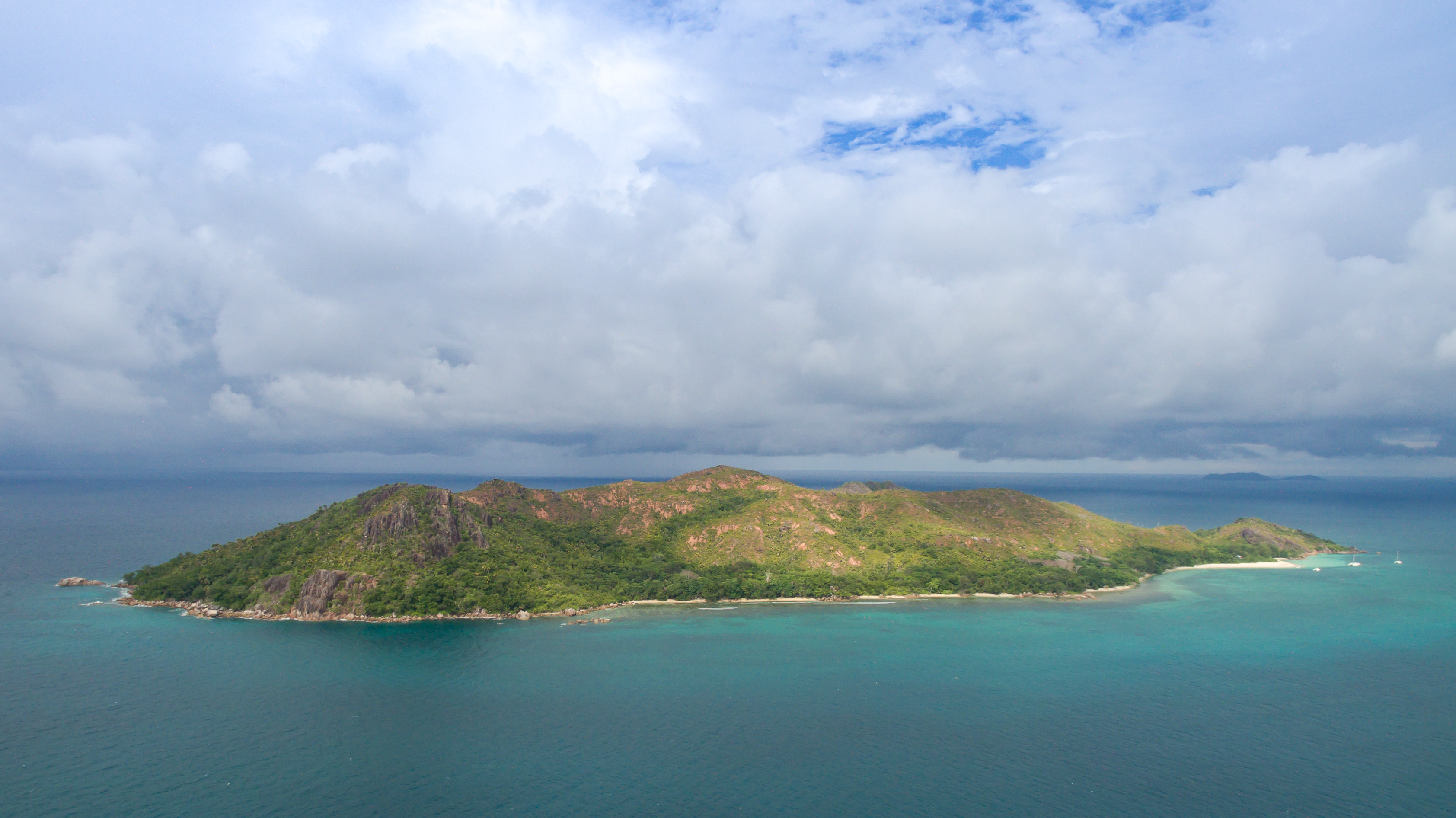
Luftbild der Insel Curieuse
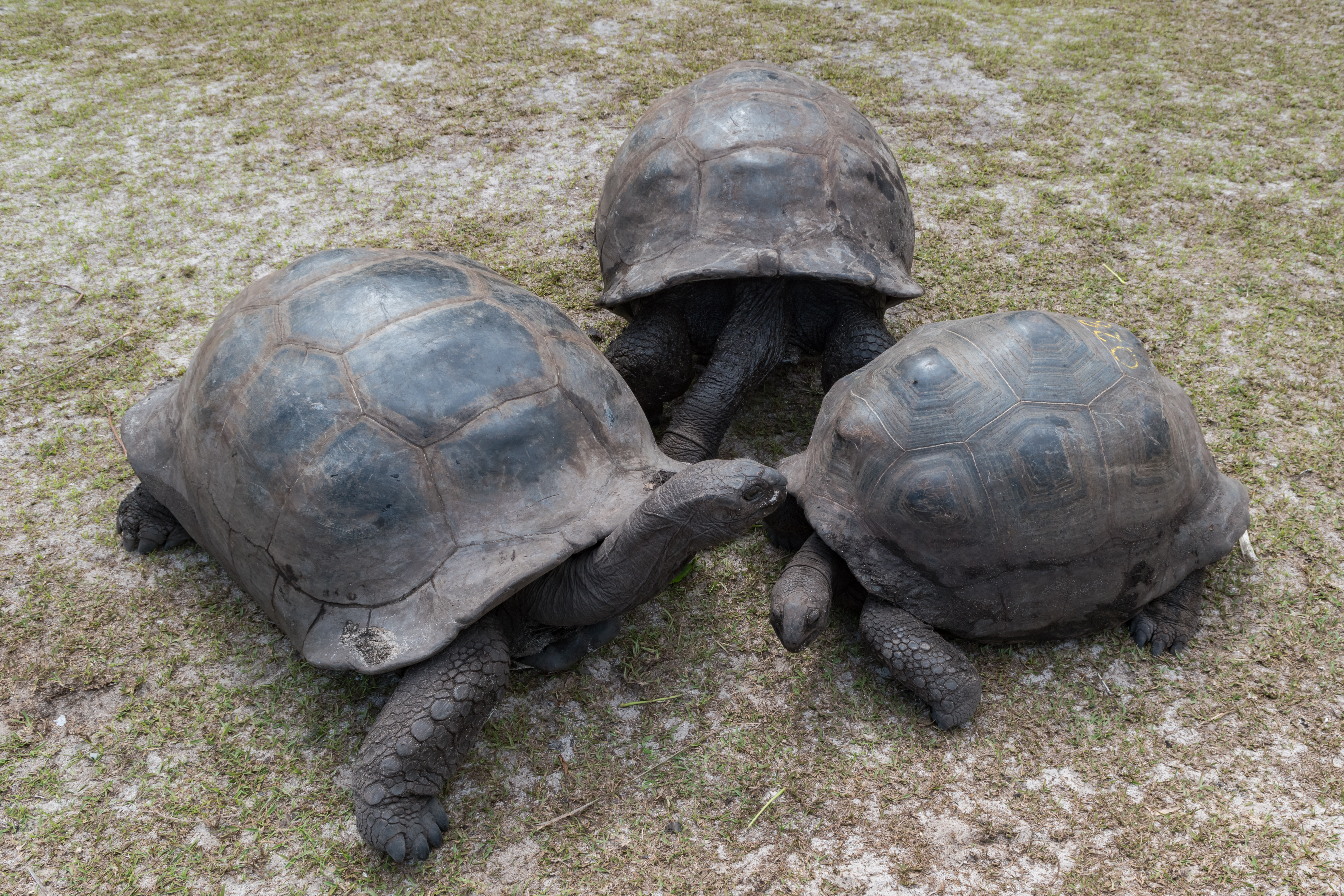
Riesenschildkröten auf der Insel Curieuse
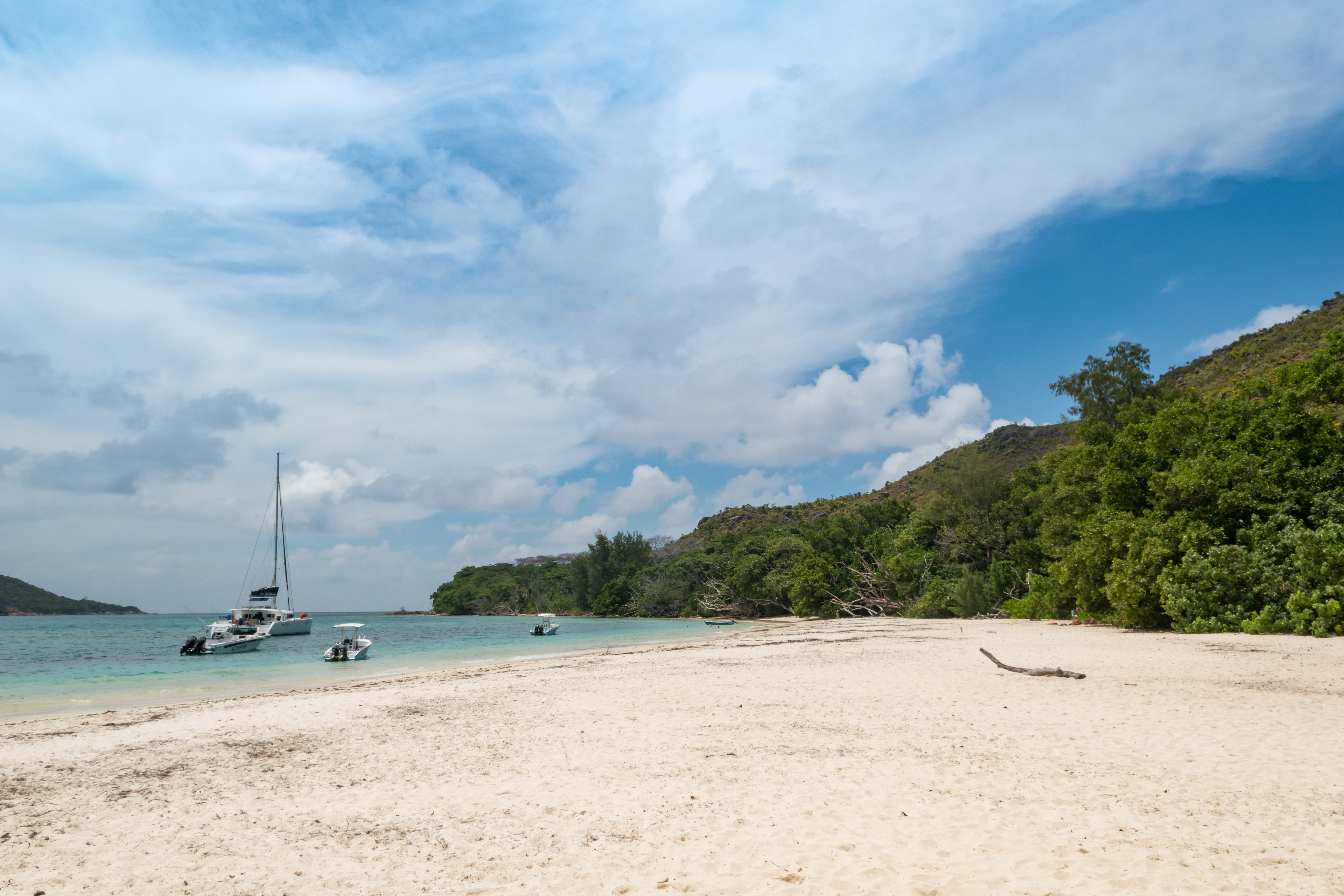
Strand auf der Insel Curieuse